# Juncus subnodulosus–Cirsium palustre
Juncus subnodulosus-Cirsium palustre er et plantesamfund, der findes på fugtig bund i dele af Vesteuropa. Denne type lavmose-eng (der er navngivet efter de to dominerende arter, Juncus subnodulosus og Cirsium palustre) ser ud til at være opstået i takt med jordbrugets fremtrængen i Europa i Bondestenalderen.

## Arter
De dominerende arter i disse lavmoser er: 
- Butblomstret Siv (Juncus subnodulosus)
- Kær-Tidsel (Cirsium palustre)

Desuden findes følgende arter ofte i de samme vegetationer: 
- Almindelig Mjødurt (Filipendula ulmaria)
- Fløjlsgræs (Holcus lanatus)
- Kær-Padderok (Equisetum palustre)
- Kær-Star (Carex acutiformis)
- Sump-Kællingetand (Lotus uliginosus)
- Vand-Mynte (Mentha aquatica)